# Nemzeti Népegészségügyi Központ

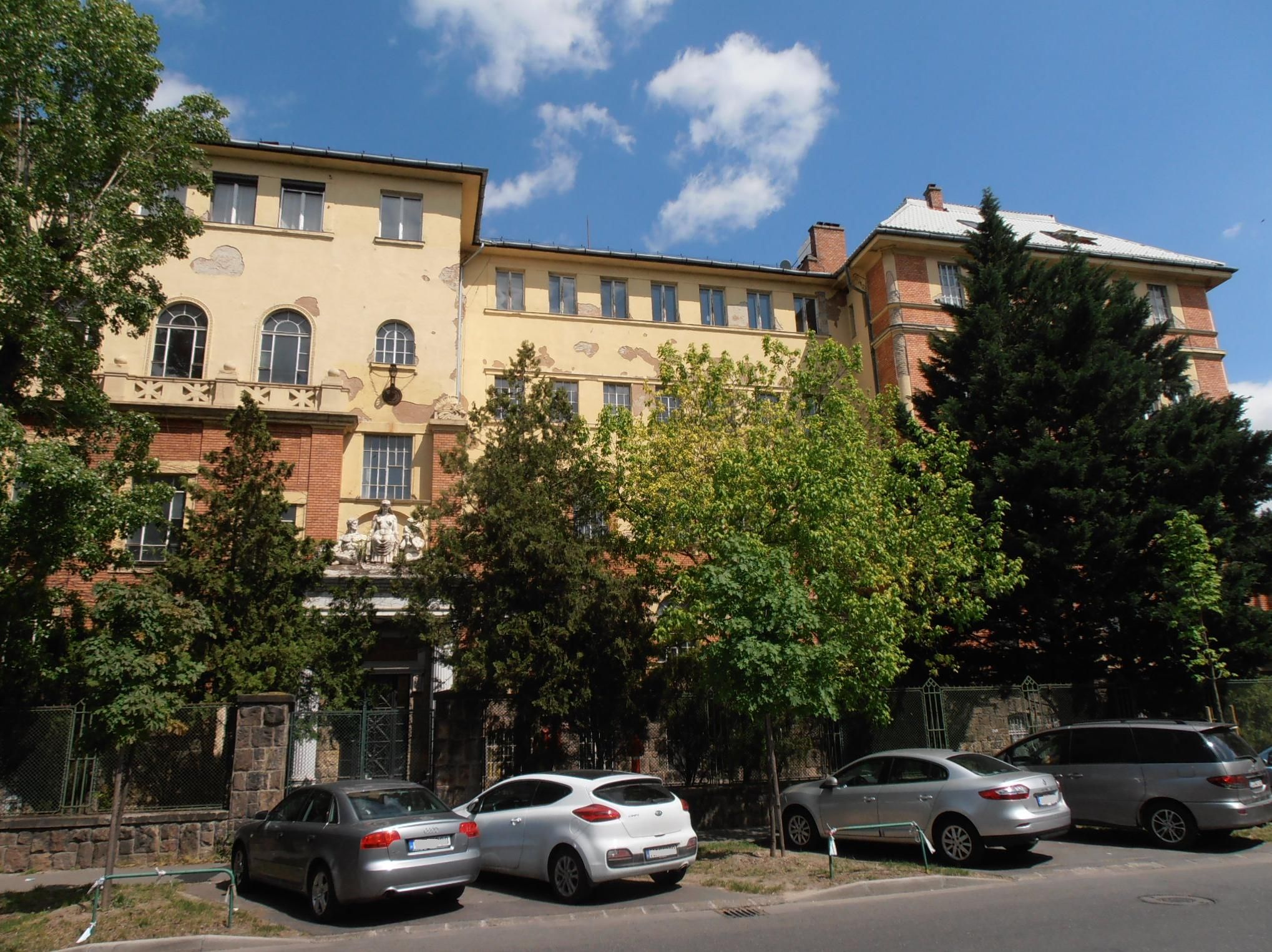
Hauptsitz im Gebäude des Nationalen Zentrums für Epidemiologie, Budapest, Ungarn

Nemzeti Népegészségügyi Központ (kürzel: NNK; deutsch Nationales Zentrum für öffentliche Gesundheit; englisch National Public Health Centre; kürzel en: NPHC)
ist eine ungarische zentralisierte Haushaltsbehörde mit Sitz in Budapest, die 2018 als Rechtsnachfolger des Staatlichen Állami Népegészségügyi és Tisztiorvosi Szolgálat (kurz: ÁNTSZ; deutsch Staatlicher Dienst für öffentliche Gesundheit und medizinische Beamte) gegründet wurde. Im Dezember 2018 wurde die ungarische Ärztin Cecília Müller zur Leitenden Ärztin (Chief Medical Officer) ernannt.
Mit dem Regierungsdekret Nr. 333/2023 vom 20. Juli 2023 wurde zum 1. August 2023 das Nemzeti Népegészségügyi Központ mit dem Országos Gyógyszerészeti és Élelmezés-egészségügyi Intézet (OGYÉI; deutsch Nationales Institut für Pharmazeutik und Lebensmittelgesundheit; englisch National Institute of Pharmacy and Nutrition; en-Kurz:NIPN) zum Nemzeti Népegészségügyi és Gyógyszerészeti Központ (NNGYK; deutsch Nationales Zentrum für öffentliche Gesundheit und Pharmazie; englisch National Centre for Public Health and Pharmacy; en-Kurz:NCPHP) fusioniert.

## Führung
Die Agentur erhält ihre Befugnisse gemäß der Anweisung 18/2019 des Emberi Erőforrások Minisztériuma (EMMI; deutsch Ministerium für Humanressourcen; englisch Minister of Human Resources). (VI. 6.) der EMMI-Anweisung zu den Szervezeti és Működési Szabályzata (SZMSZ; deutsch Organisations- und Betriebsordnung) des National Centre for Public Health (deutsch Nationalen Zentrums für öffentliche Gesundheit).

## Department of Health Administration
Das National Public Health Centre (deutsch Nationale Zentrum für öffentliche Gesundheit) umfasst das Department of Health Administration (deutsch Ministerium für Gesundheitsverwaltung), eine Organisationseinheit unter der direkten Aufsicht des National Chief Medical Officer (deutsch Nationaler Chefarzt). Das Verwaltungsorgan hat viele Rollen und Funktionen, wie etwa die Genehmigung und Kontrolle der Aktivitäten von Gesundheitsdienstleistern. Zu den Aufgaben, die im Auftrag des Nationalen Chief Medical Officer übernommen werden, gehören unter anderem:
- Bereitstellung von stationärer fachärztlicher Versorgung
- Organisation von Patiententransporten
- Blutversorgung
- Durchführung von Hämodialyse
- Zell- und Gewebebanken
- Diagnostik für die Molekulargenetik
- In-vitro-Fertilisation und genetische Beratung
- Untersuchung von Beschwerden, einschließlich Beschwerden im öffentlichen Interesse gegen Gesundheitsdienstleister
- Überwachung der Durchsetzung von Vorschriften für den Betrieb von Gesundheitseinrichtungen
- Durchführung von behördlichen Aufgaben im Zusammenhang mit der Genehmigung medizinischer Forschung, insbesondere wenn Eingriffe am Menschen erforderlich sind
- Durchführung von behördlichen Aufgaben im Zusammenhang mit Organtransplantationen, insbesondere im Zusammenhang mit Verträgen mit Eurotransplant.